# Pseudantechinus ningbing
Pseudantechinus ningbing — вид хижих сумчастих ссавців з родини кволових (Dasyuridae). Етимологія: англ. ningbing — назва станції в регіоні Кімберлі, Західна Австралія. Ендемік Австралії, де мешкає в регіоні Кімберлі, на півночі Західної Австралії і на північному заході Північної Території. Живе у кам'янистих місцях проживання. 

## Опис
Забарвлення загалом подібне до забарвлення Pseudantechinus macdonnellensis, але P. ningbing менший, вага 15–25 грам, хвіст довший і довге волосся вкриває основу хвоста. Самиці мають шість молочних залоз. Сезоном розмноження є червень, дітонародження відбувається протягом 2–3 тижнів, пізнього липня — раннього серпня, вагітність триває 45–52 доби. Молодь відлучається від молока на 16 тиждень і досягає статевої зрілості на 10–11 місяць. Поживою є комахи. 

## Загрози та охорона
Як видається, немає серйозних загроз для цього виду. Вид відомий з кількох охоронних територій, у тому числі кількох національних парків.